# Asad

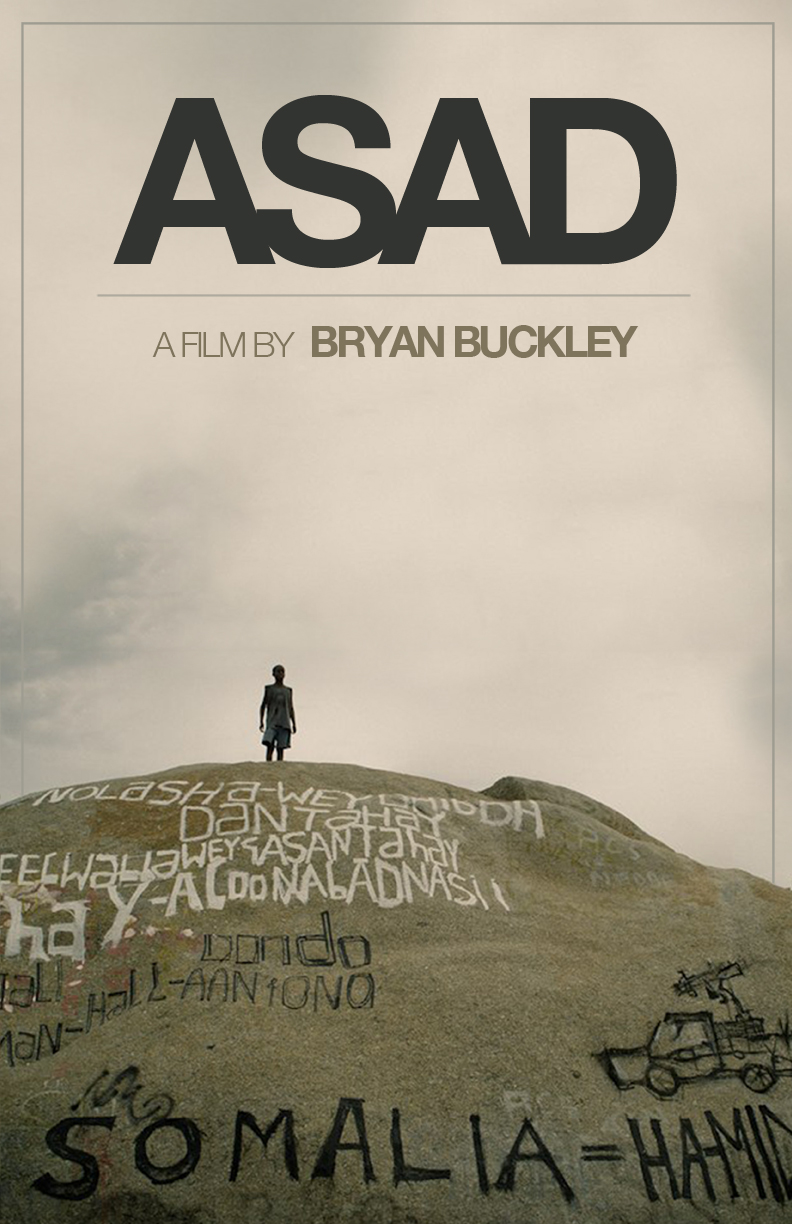

Asad é um curta-metragem norte-americano de 2012 dirigido por Bryan Buckley. Como reconhecimento, foi nomeado ao Oscar 2013 na categoria de Melhor Curta-metragem.